# Collegio elettorale di Roma - Collatino (Senato della Repubblica)
Il collegio Roma - Collatino fu un collegio elettorale uninominale della Repubblica Italiana per l'elezione del Senato della Repubblica. Apparteneva alla Circoscrizione Lazio e fu utilizzato per eleggere un senatore nella XII, XIII e XIV legislatura.
Venne istituito nel 1993 con la cosiddetta Legge Mattarella (Legge n. 276, Norme per l'elezione del Senato della Repubblica), attuata in seguito al referendum abrogativo del 1993. La legge istituì per la Camera dei deputati e per il Senato della Repubblica un sistema di elezione misto, in parte maggioritario e in parte proporzionale. Il 75% dei parlamentari dell'assemblea veniva eletto in collegi uninominali tramite sistema maggioritario a turno unico; il restante 25% al Senato veniva eletto tramite recupero proporzionale dei più votati non eletti attraverso un meccanismo di calcolo denominato scorporo, cioè sottraendo dal conteggio dei voti totali di una lista nella parte proporzionale i voti ottenuti dai candidati collegati alla medesima lista che erano eletti nei collegi uninominali con il sistema maggioritario.
Il collegio venne abolito insieme a tutti gli altri che costituivano il Senato con la promulgazione della legge elettorale successiva, la cosiddetta Legge Calderoli. Questa prevedeva un sistema proporzionale con premio di maggioranza, che al Senato veniva attribuito a livello regionale.

## Territorio
Il collegio Roma - Collatino era uno dei 21 collegi uninominali in cui era suddiviso il Lazio e, come previsto dal D.Lgs. del 20 dicembre 1993 n. 535, comprendeva il quartiere romano Collatino e le zone di Tor Cervara e Tor Sapienza; la capitale complessivamente contava undici collegi uninominali al Senato.

## Eletti
| Elezione | Elezione | Senatore     | Partito            |
| -------- | -------- | ------------ | ------------------ |
|          | 1994     | Cesare Salvi | Progressisti (PDS) |
|          | 1996     | Cesare Salvi | L'Ulivo (PDS)      |
|          | 2001     | Cesare Salvi | L'Ulivo (DS)       |

## Dati elettorali

### XII legislatura
|                               | Cesare Salvi ✔️ Eletto | Progressisti                 | 69 595  | 42,74 |  |  |  |  |  |
|                               | Carlo Tani             | Polo del Buon Governo        | 60 438  | 37,12 |  |  |  |  |  |
|                               | Giuseppe Anelli        | Patto per l'Italia           | 16 779  | 10,30 |  |  |  |  |  |
|                               | Antonio Marzano        | Lista Pannella-Riformatori   | 8 115   | 4,98  |  |  |  |  |  |
|                               | Giuseppe Cosentino     | Verdi Federalisti            | 6 592   | 4,05  |  |  |  |  |  |
|                               | Roberto Zuccalà        | Partito della Legge Naturale | 1 307   | 0,80  |  |  |  |  |  |
| Totale                        | Totale                 | Totale                       | 162 826 | 100   |  |  |  |  |  |
|                               |                        |                              |         |       |  |  |  |  |  |
| Voti non validi               | Voti non validi        | Voti non validi              | 7 406   | 4,35  |  |  |  |  |  |
| Votanti                       | Votanti                | Votanti                      | 170 232 | 88,81 |  |  |  |  |  |
| Elettori                      | Elettori               | Elettori                     | 191 687 |       |  |  |  |  |  |
|                               |                        |                              |         |       |  |  |  |  |  |
| Data: 27-28 marzo 1994        |                        |                              |         |       |  |  |  |  |  |
| Fonte: Ministero dell'interno |                        |                              |         |       |  |  |  |  |  |

### XIII legislatura
|                               | Cesare Salvi ✔️ Eletto | L'Ulivo                                 | 86 440  | 53,03 |  |  |  |  |  |
|                               | Arturo Carpignoli      | Polo per le Libertà                     | 64 496  | 39,57 |  |  |  |  |  |
|                               | Carlo Morganti         | Movimento Sociale Fiamma Tricolore      | 5 892   | 3,61  |  |  |  |  |  |
|                               | Ignazio Marcozzi Rozzi | Lista Pannella-Sgarbi                   | 4 036   | 2,48  |  |  |  |  |  |
|                               | Alessandro Danesi      | Socialista                              | 1 363   | 0,84  |  |  |  |  |  |
|                               | Dante Ugo Palazzo      | Movimento Popolare della Moralizzazione | 761     | 0,47  |  |  |  |  |  |
| Totale                        | Totale                 | Totale                                  | 162 988 | 100   |  |  |  |  |  |
|                               |                        |                                         |         |       |  |  |  |  |  |
| Voti non validi               | Voti non validi        | Voti non validi                         | 8 002   | 4,68  |  |  |  |  |  |
| Votanti                       | Votanti                | Votanti                                 | 170 990 | 87,36 |  |  |  |  |  |
| Elettori                      | Elettori               | Elettori                                | 195 729 |       |  |  |  |  |  |
|                               |                        |                                         |         |       |  |  |  |  |  |
| Data: 21 aprile 1996          |                        |                                         |         |       |  |  |  |  |  |
| Fonte: Ministero dell'interno |                        |                                         |         |       |  |  |  |  |  |

### XIV legislatura
|                               | Cesare Salvi ✔️ Eletto | L'Ulivo                              | 70 206  | 45,72 |  |  |  |  |  |
|                               | Giovanni Miele         | Casa delle Libertà                   | 61 016  | 39,74 |  |  |  |  |  |
|                               | Livio Maitan           | Partito della Rifondazione Comunista | 8 964   | 5,84  |  |  |  |  |  |
|                               | Sante Casini           | Lista Di Pietro                      | 4 373   | 2,85  |  |  |  |  |  |
|                               | Alessandro Tomaselli   | Democrazia Europea                   | 3 270   | 2,13  |  |  |  |  |  |
|                               | Valter Vecellio        | Lista Pannella-Bonino                | 2 953   | 1,92  |  |  |  |  |  |
|                               | Fernando Di Battista   | Fronte Nazionale                     | 2 161   | 1,41  |  |  |  |  |  |
|                               | Giuseppina Antonazzi   | Forza Nuova                          | 599     | 0,39  |  |  |  |  |  |
| Totale                        | Totale                 | Totale                               | 153 542 | 100   |  |  |  |  |  |
|                               |                        |                                      |         |       |  |  |  |  |  |
| Voti non validi               | Voti non validi        | Voti non validi                      | 9 003   | 5,54  |  |  |  |  |  |
| Votanti                       | Votanti                | Votanti                              | 162 545 | 80,43 |  |  |  |  |  |
| Elettori                      | Elettori               | Elettori                             | 202 094 |       |  |  |  |  |  |
|                               |                        |                                      |         |       |  |  |  |  |  |
| Data: 13 maggio 2001          |                        |                                      |         |       |  |  |  |  |  |
| Fonte: Ministero dell'interno |                        |                                      |         |       |  |  |  |  |  |